# Квіріке (Кобулеті)
Квіріке (груз. კვირიკე) — село в Грузії.
За даними перепису населення 2014 року в селі проживає 1921 особа.